# Yahoo! Local
Yahoo! Local è un servizio di Yahoo! che permette di trovare aziende e servizi locali e visualizzare i risultati su una mappa. Affinare e ordinare i risultati in base alla distanza, tema, o di altri fattori. È possibile leggere valutazioni e recensioni. Utilizza hCalendar e hCard microformati, in modo che i dettagli degli eventi e contatti possono essere scaricati direttamente nelle applicazioni di calendario e l'indirizzo-book.